# Welbot

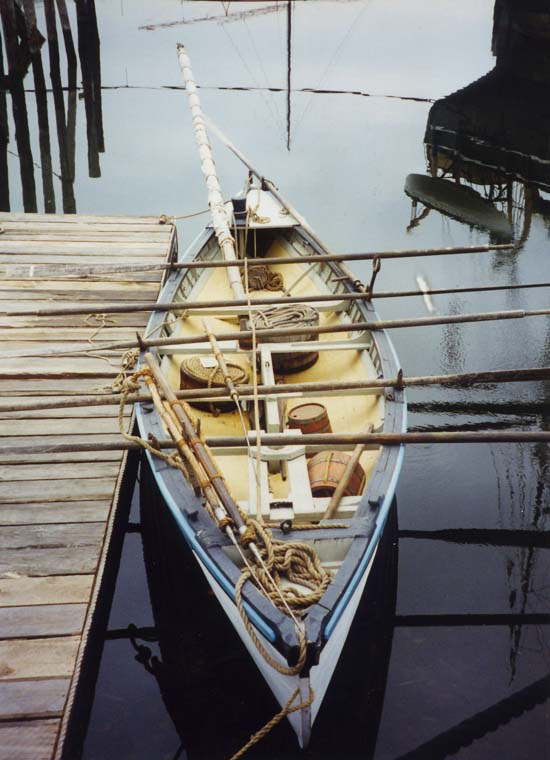
Welbot

Welbot (także welbat, walbat) – łódź okrętowa, wiosłowa lub wiosłowo-żaglowa, zwrotna, szybka, wąska, o ostrym profilu, wąskim dziobie i wąskiej burcie. Termin, dziś już historyczny, pochodzi od angielskiej nazwy whaleboat i oznaczał pierwotnie łódź używaną przez wielorybników w czasie polowań, gdy trzeba było szybko przemierzać duże odległości aby dopaść wieloryba. Z czasem welboty zaczęły być używane również na statkach szkolnych i wojennych zamiast szalup (np. w carskiej Rosji). Używano ich zarówno do ćwiczeń, jak i komunikacji z lądem (w tym do przewozu oficerów najwyższych rangą).
Terminu "welbot" użył też w swojej książce gen. Mariusz Zaruski na określenie szalup ratunkowych zainstalowanych w okresie międzywojennym na pierwszym „Zawiszy”.